# Lactarius vietus
Lactarius vietus (Elias Magnus Fries, 1821 ex Elias Magnus Fries, 1838) din încrengătura Basidiomycota în familia Russulaceae și de genul Lactarius este o specie de ciuperci necomestibile, denumită în popor lăptucă veștedă. Acest burete destul de răspândit coabitează, fiind un simbiont micoriza (formează micorize pe rădăcinile arborilor). În România, Basarabia și Bucovina de Nord crește solitar sau în grupuri mici, pe sol umed și sărac, în păduri de păduri de foioase și mixte, dar în primul rând prin turbării, aproape numai sub mesteceni, mai rar pe lângă pini în vecinătate de mesteceni, deseori pe mușchi precum prin diverse ierburi înalte, ca de exemplu fruța de pădure (Brachypodium sylvaticum) sau șuvara (Molinia caerulea). Apare de la câmpie la munte, câteodată deja de la începutul lui iunie, până toamna târziu.
Epitetul soiului este derivat din cuvântul latin (latină vietus= veșted, încrețit).

## Taxonomie
Specia a fost descrisă de prima dată sub denumirea Agaricus vietus de renumitul savant suedez Elias Magnus Fries în volumul 1 al operei sale Systema mycologicum din 1821. Apoi, în 1838, tot Fries a transferat soiul la genul Lactarius sub păstrarea epitetului, de verificat în cartea sa Epicrisis systematis mycologici, seu synopsis hymenomycetum. Acest taxon este valabil până în prezent (2019).
O pagină micologică mai nouă, Russulales News, a publicat în 2010 în articolul Lactarius vietus nomenclature câteva sinonime suplementare pentru această specie care sunt: Lactarius parvus Peck (1878), Lactarius varius Peck. (1885), Lactifluus parvus (Peck) O.Kuntze (1891) Lactarius paludestris Britzelm. (1894), Lactifluus paludestris  (Britzelm.) O.Kuntze (1898)  și Lactarius vietus var. paludestris (Britzelm.) Killerm. (1933) . Dar aceste nomenclaturi nu sunt verificate nici de Index Fungorum, nici de Mycobank. Singur denumirile Galorrheus vietus a lui Paul Kummer din 1871 și Lactifluus vietus a lui Otto Kuntze din 1891 sunt văzute drept sinonime obligatorii.

## Descriere

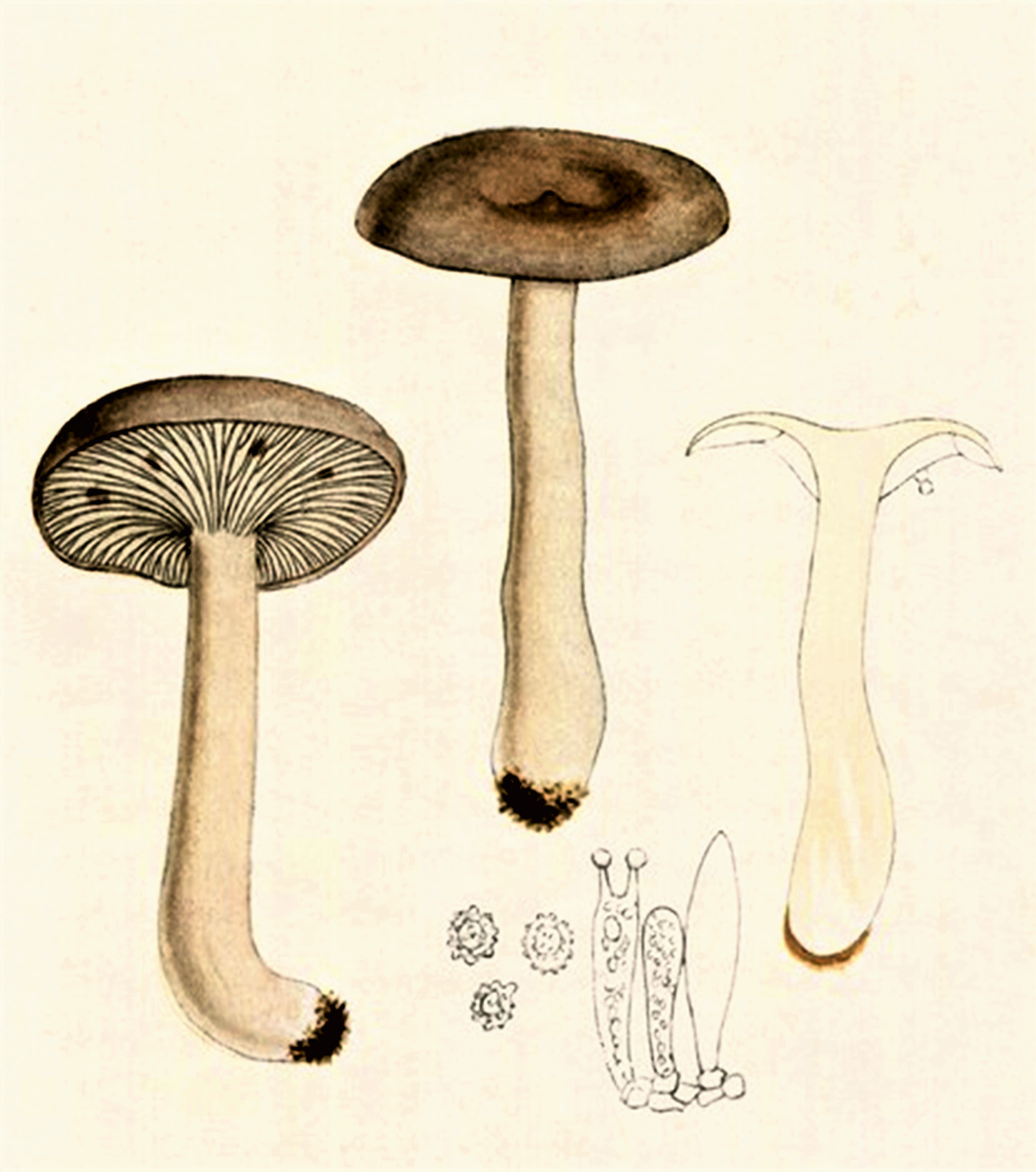
Bres.: Lactarius vietus

- Pălăria: are un diametru de 5–10 (12) cm, este cărnoasă și fragilă, inițial boltită, devenind apoi din ce în ce mai aplatizată, adâncită și câteodată cu o mică papilă conică în centru. Marginea este subțire, răsfrântă spre picior, iar în vârstă ondulată. Cuticula netedă se prezintă pe vreme uscată mată, dar la umezeală unsuroasă, aproape vâscoasă. Nu este nici pătată, nici zonată. Coloritul variază între gri, gri-roz, maroniu și brun-violet. Tinde să se decoloreze.
- Lamelele: stau foarte înghesuite, sunt subțiri, inegale, dar numai puțin bifurcate, arcuite și țuguiate spre capete, fiind inițial mai degrabă aderate larg la picior, lungindu-se în vârstă și devenind decurente. Coloritul este inițial alb, apoi galben-roz până la roșu de carne. La apăsare apar pete brun-măslinii.
- Piciorul: cu o înălțime de 3,5-8 cm și o lățime de 1-1,5 cm este neted, nu lipicios, cilindric, spre pălărie puțin subțiat, tânăr plin, apoi împăiat și la bătrânețe gol pe dinăuntru precum friabil. Coloritul suprafeței este gri-ocru cu nuanțe gri-rozalii, ocazional și mai închis spre brun, dar la vârf alb și nu rar brumat.
- Carnea: este cărnoasă și fragilă, albicioasă cu nuanțe rozalii, care nu se decolorează după o secțiune. Mirosul este imperceptibil, dar gustul, deși în primul moment plăcut, devine repede foarte iute.
- Laptele: este foarte iute și la început alb, dar schimbä culoarea în timpul uscării încet în gri-verzui până gri-maroniu.[3][4]
- Caracteristici microscopice: are spori rotunjori până ușor elipsoidali, hialini (translucizi), amilozi (ce înseamnă colorabilitatea structurilor tisulare folosind reactivi de iod), cu creste (până la 1 µm) în formă de rețea, presarăți pe alocuri cu verici mici, având o mărime de 8–10 x 7–9 microni. Coloritul pulberii lor este palid crem. Basidiile înguste în formă de măciucă poartă 2, preponderent 4 sterigme fiecare și măsoară 40–55 × 9–11 microni. Pleuro-cistidele cu o dimensiune de 50–115 × 7–12 microni seamănă unei sticle și sunt ascuțite spre vârf, iar cheilo-cistidele numeroase la muchiile preponderent sterile sunt destul de bulboase, în formă de măciucă, având o mărime de 45-55 x 8-11 microni. Hifele pe cuticulă care stau în regulă orizontal sunt gelatinoase.[12][13]
- Reacții chimice: Cuticula, carnea și lamelele se colorează cu anilină purpuriu, în sfârșit negru-violet, cuticula și carnea cu fenol mai întâi gri-măsliniu, apoi peste roșu de vin violet-negricios, cu guaiacol gri-roz, iar după un sfert de oră brun-roșiatic, cuticula și carnea cu Hidroxid de potasiu slab gri-ocru, cuticula, carnea precum lamelele cu sulfat de fier deschis cenușiu, după mai multe ore gri-negricios și cu tinctură de Guaiacum încet gri-verzui, iar după 20 de minute verde închis.[14][15]

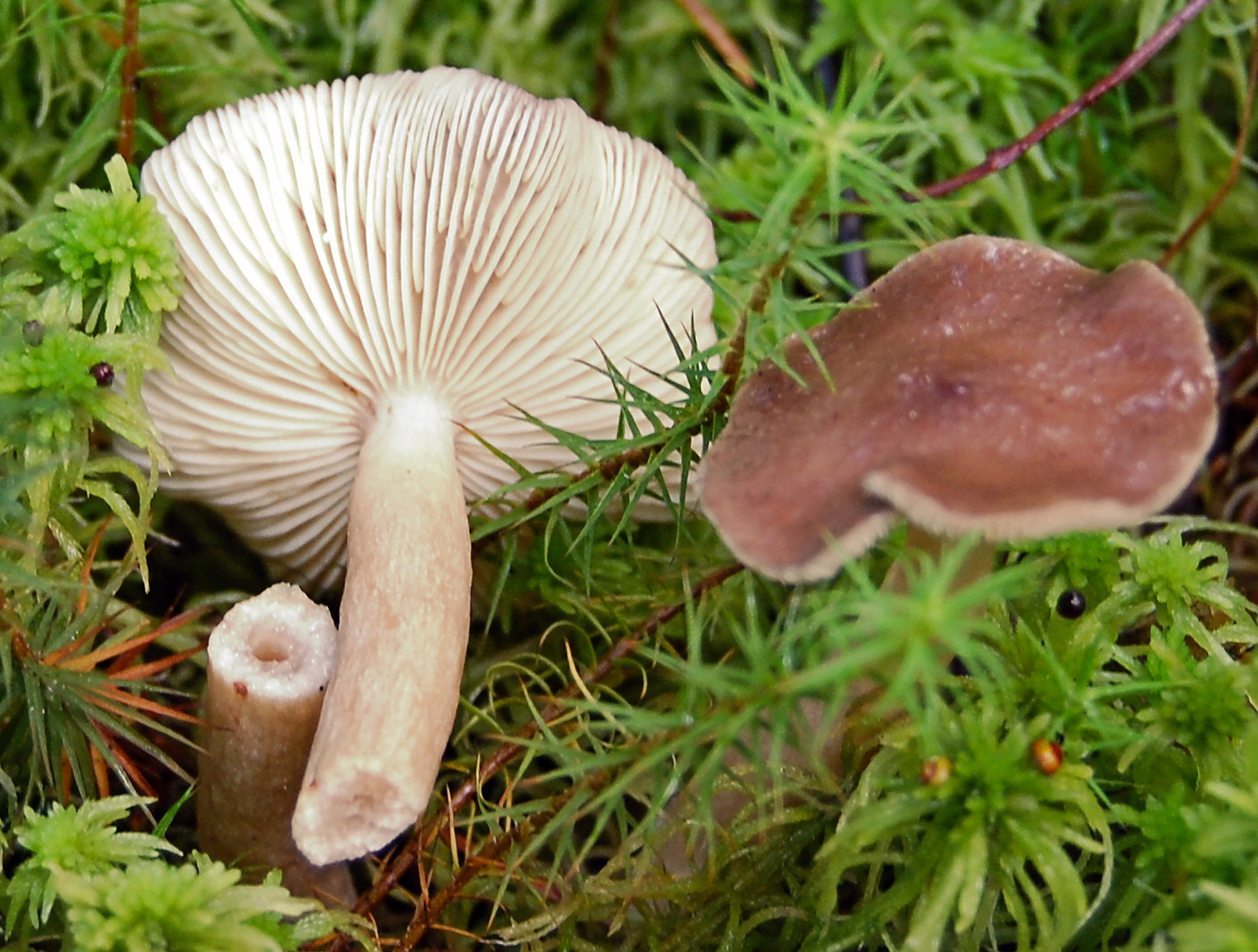
L. vietus, lamele, picior tăiat orizontal
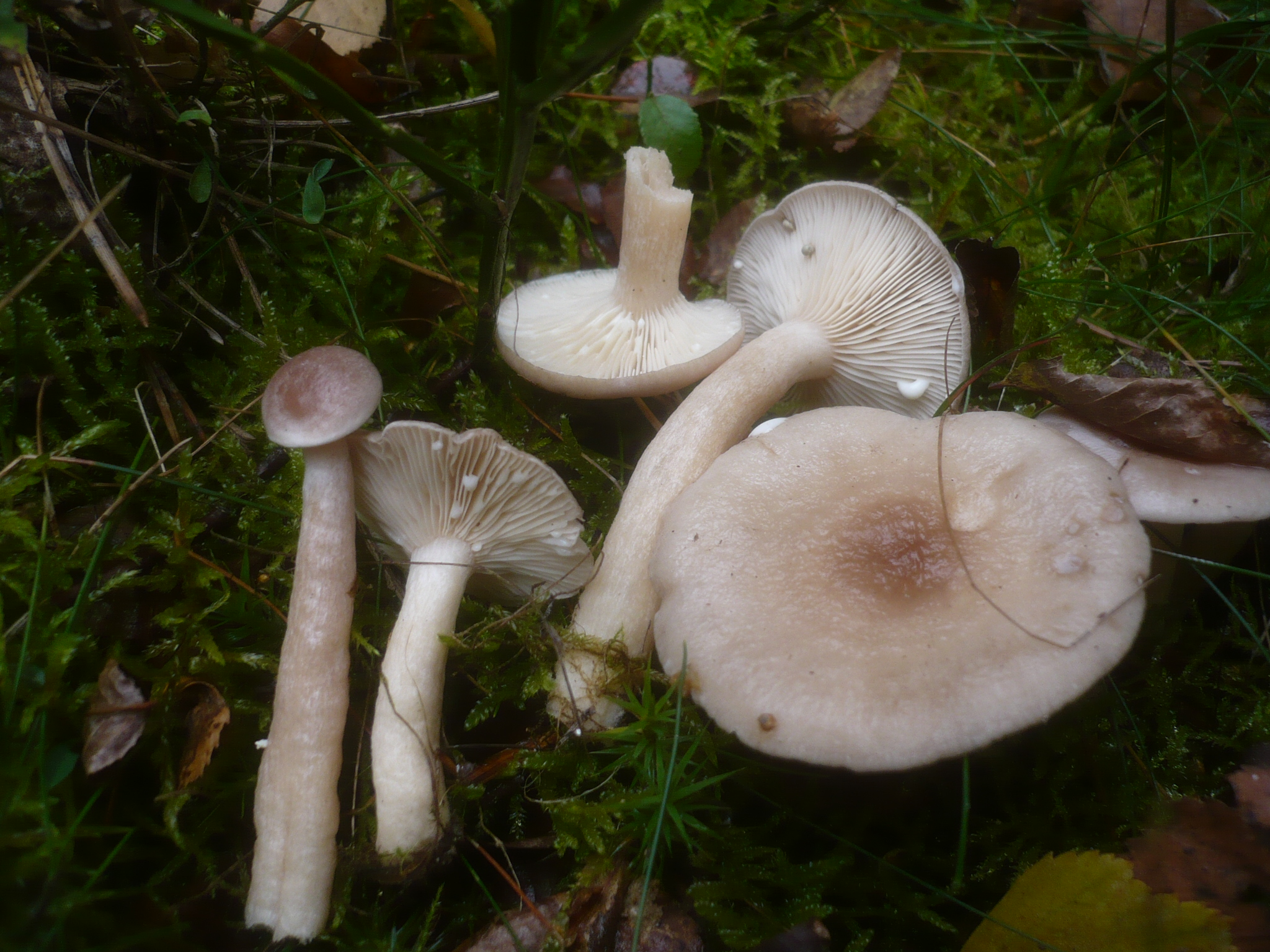
L. vietus în diverse stadii de evoluție
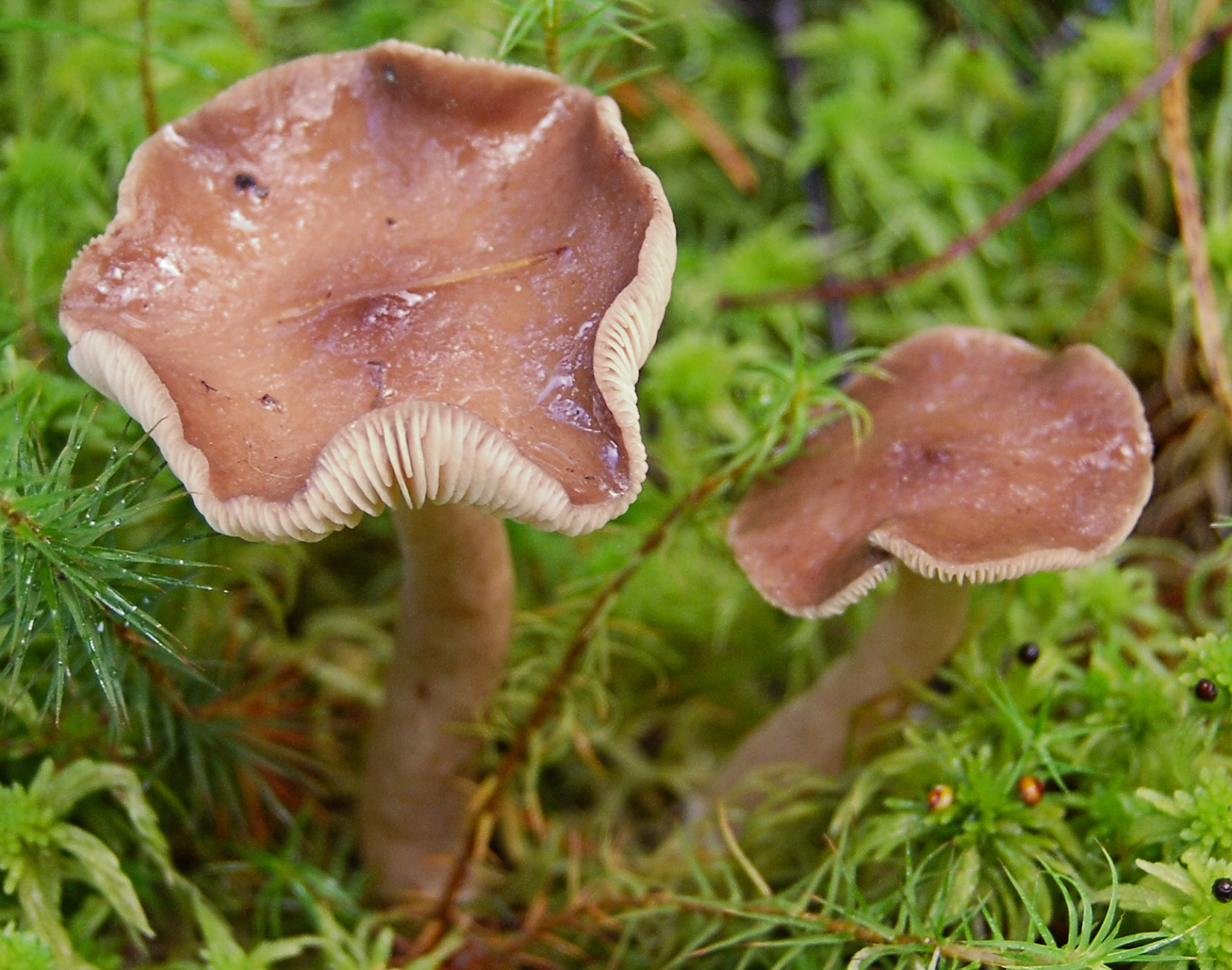
L vietus mai bătrâni
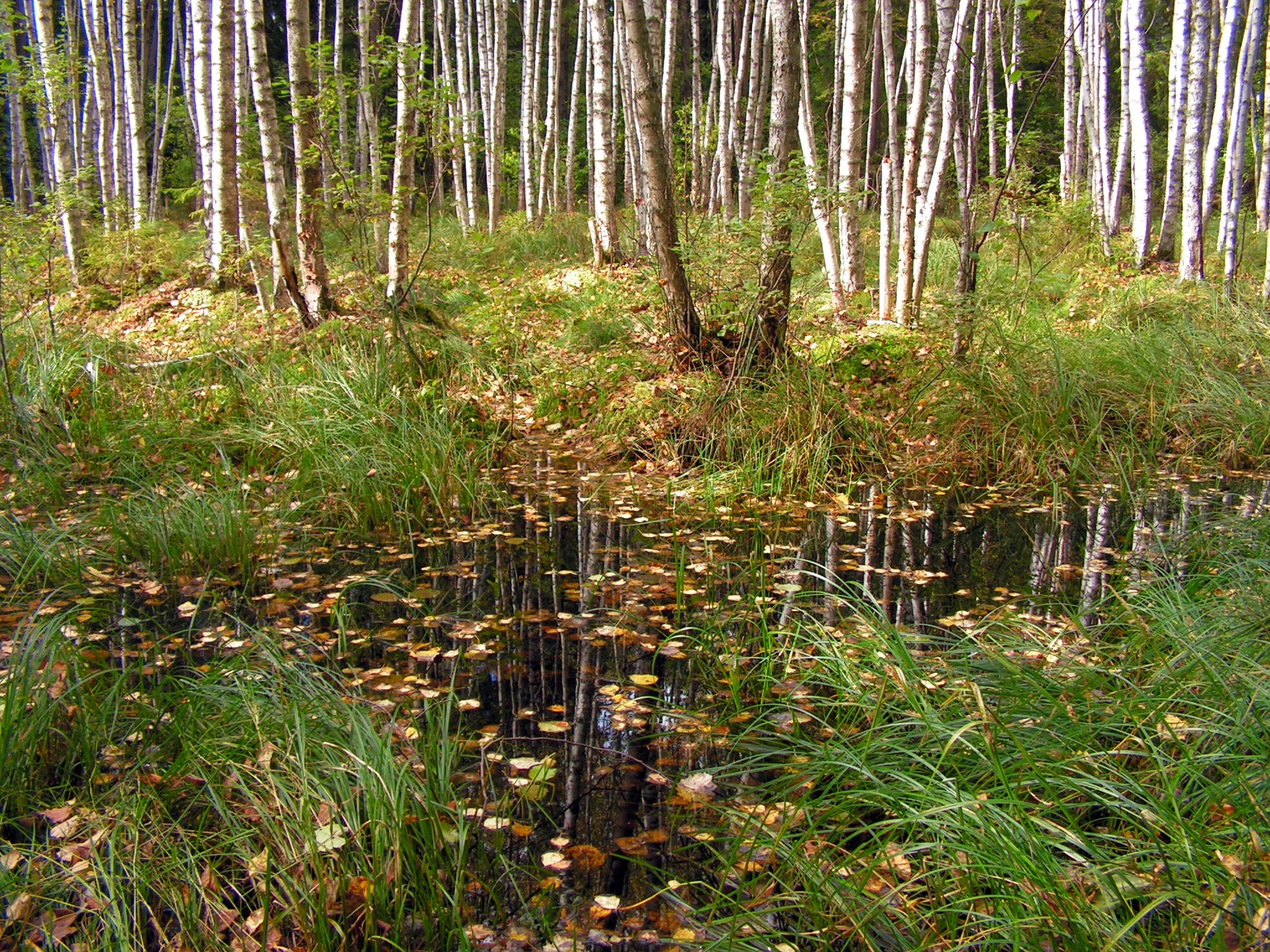
L. vietus, zonă de evoluție

## Confuzii
Lăptuca veștedă poate fi confundată preponderent cu specii asemănătoare necomestibile sau otrăvitoare, cu toate foarte iute și/sau amare precum cu un soi comestibil, dar nu prea gustos. Exemple sunt: Lactarius acris (necomestibil), Lactarius albocarneus (necomestibil), Lactarius azonites (necomestibil), Lactarius blennius (necomestibil), Lactarius circellatus (necomestibil), Lactarius flexuosus (necomestibil), Lactarius fluens (necomestibil), Lactarius fulvissimus (comestibil), Lactarius glyciosmus (condiționat comestibil), Lactarius mairei (ușor otrăvitor), Lactarius mammosus sin. Lactarius fuscus (necomestibil), Lactarius pallidus (necomestibil), Lactarius pubescens (otrăvitor), Lactarius pyrogalus (necomestibil), Lactarius rufus (necomestibil), Lactarius scrobiculatus (otrăvitor), Lactarius uvidus (necomestibil) și Lactarius zonarius (necomestibil).

## Specii asemănătoare în imagini

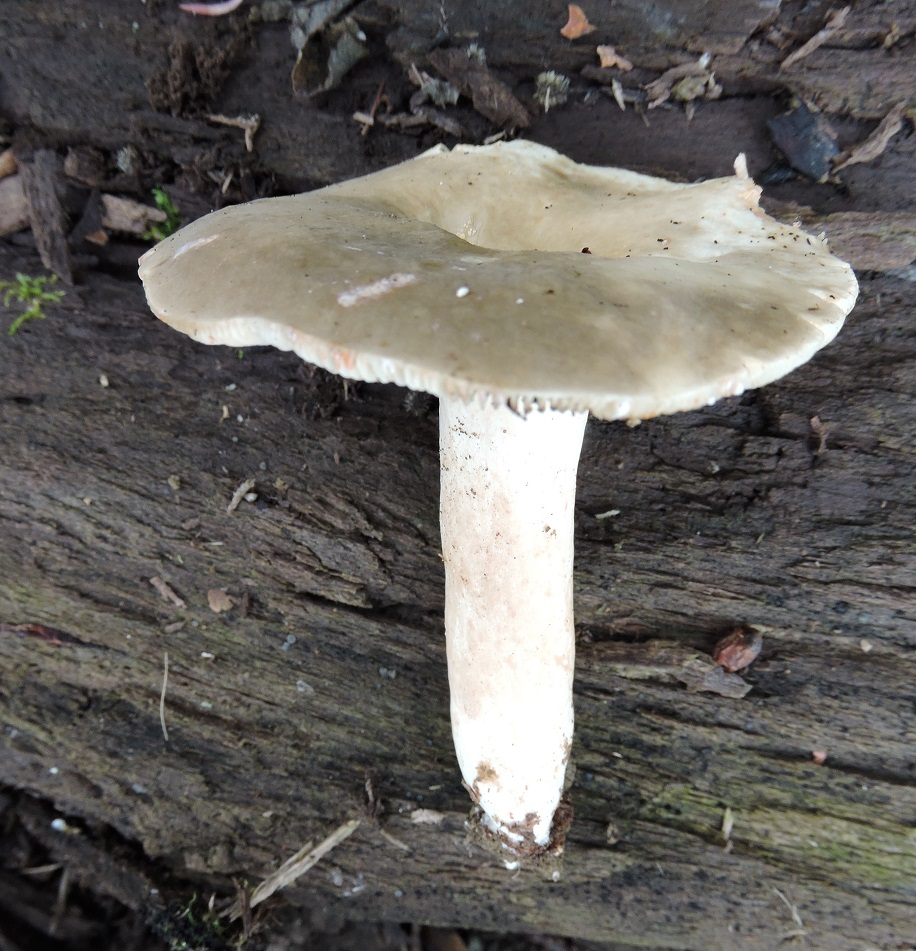
!Lactarius acris!
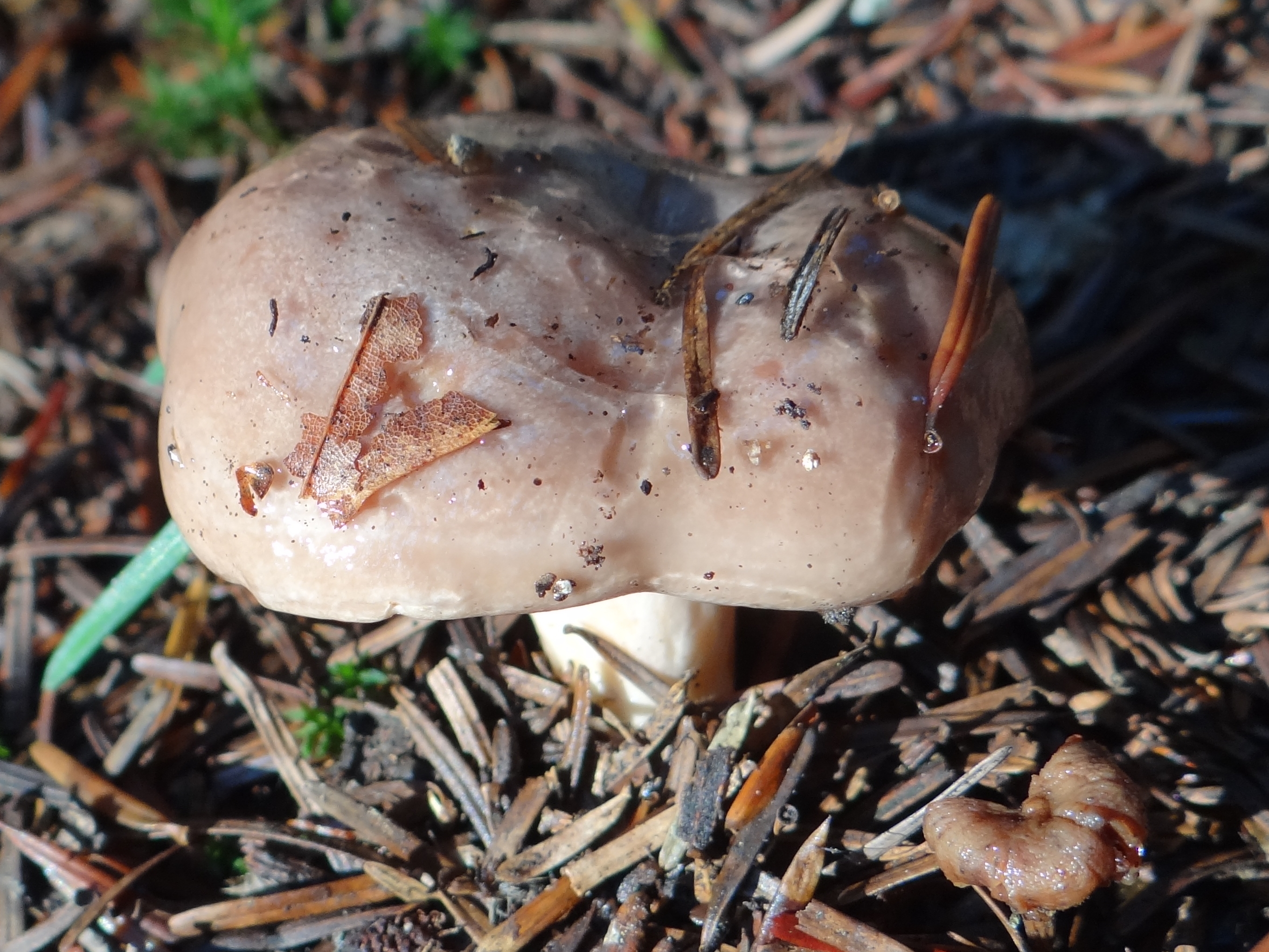
!Lactarius albocarneus!
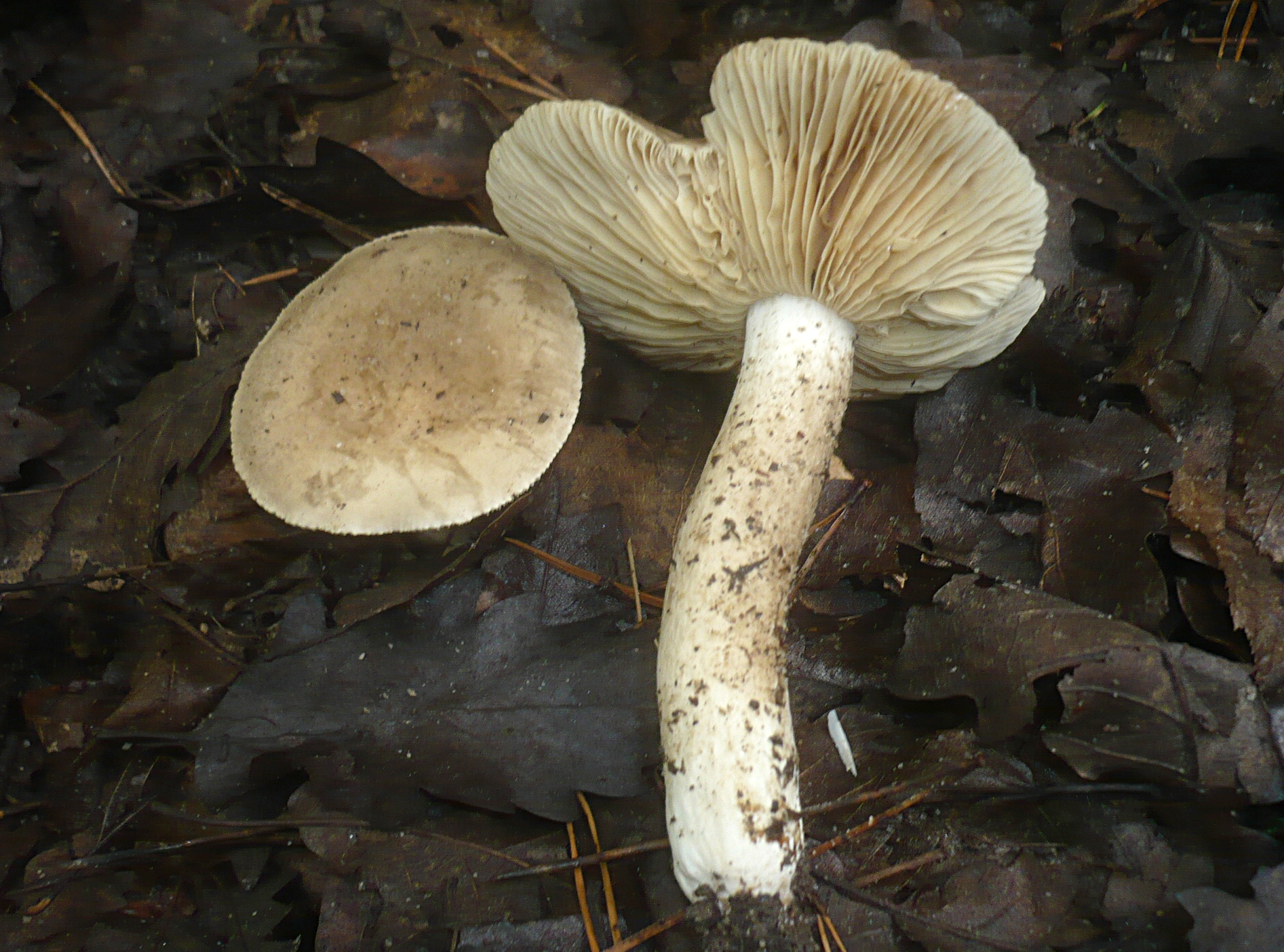
!Lactarius azonites!
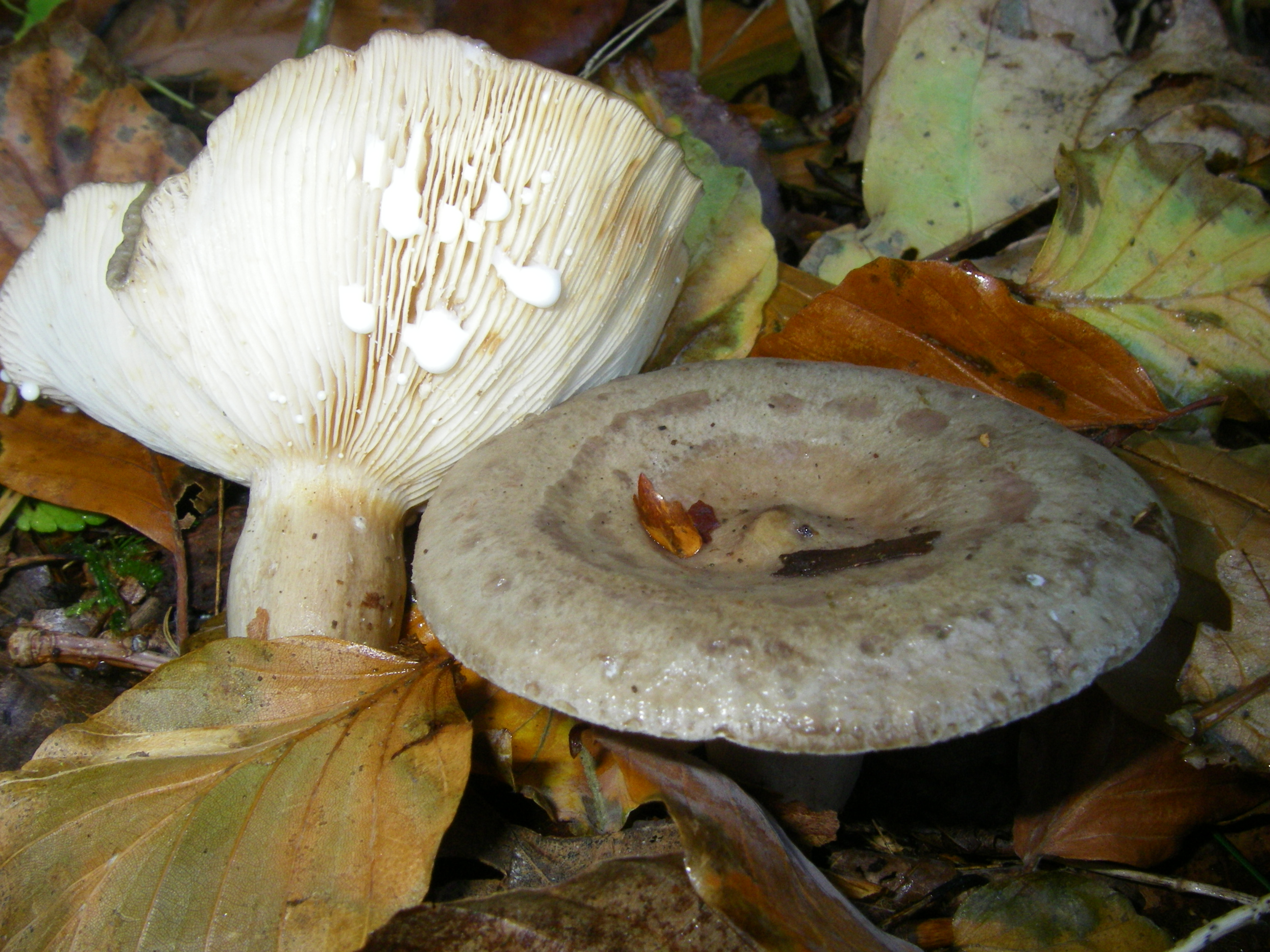
!Lactarius blennius!
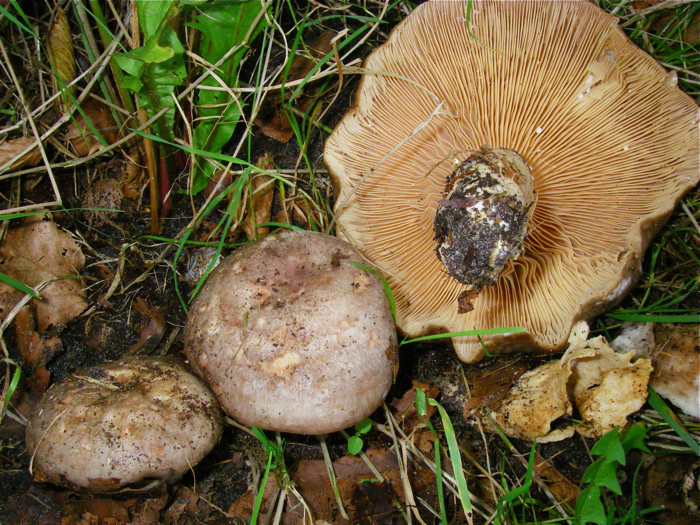
!Lactarius circellatus!
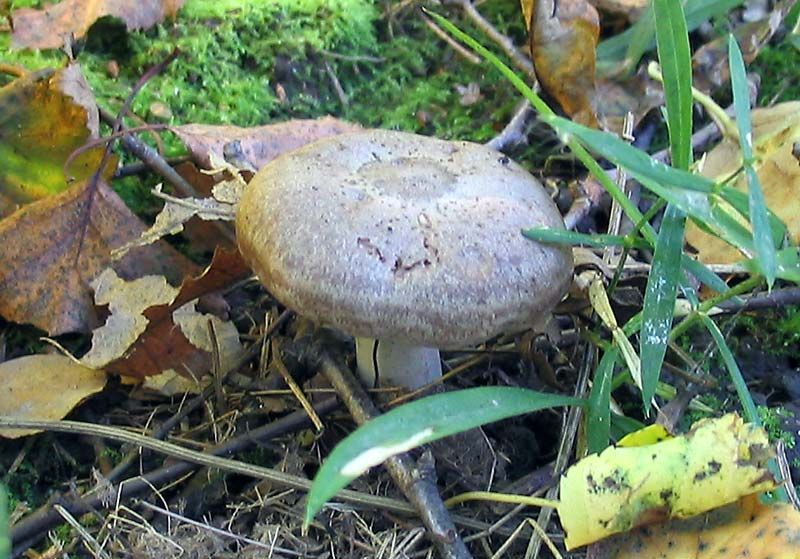
!Lactarius flexuosus!
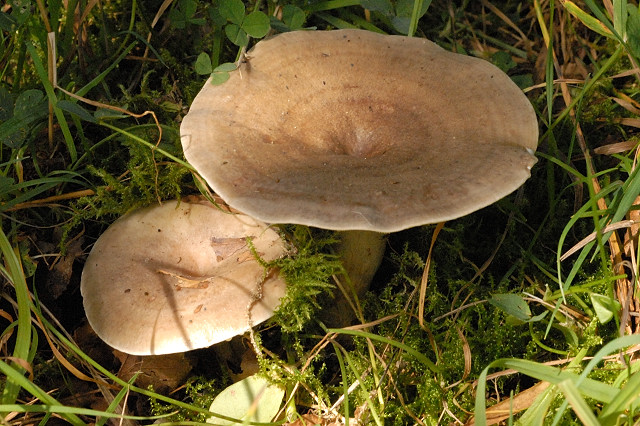
!Lactarius fluens!
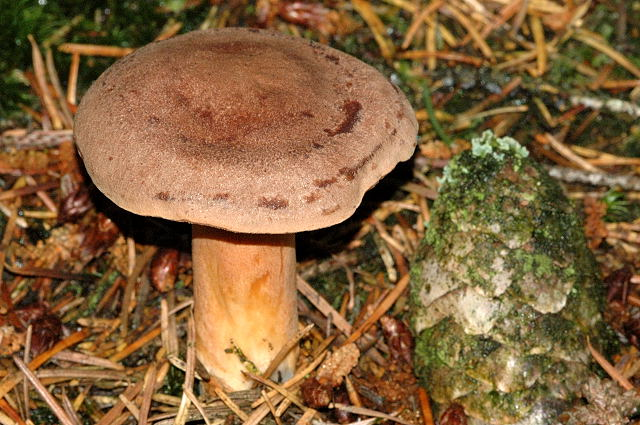
Lactarius fulvissimus
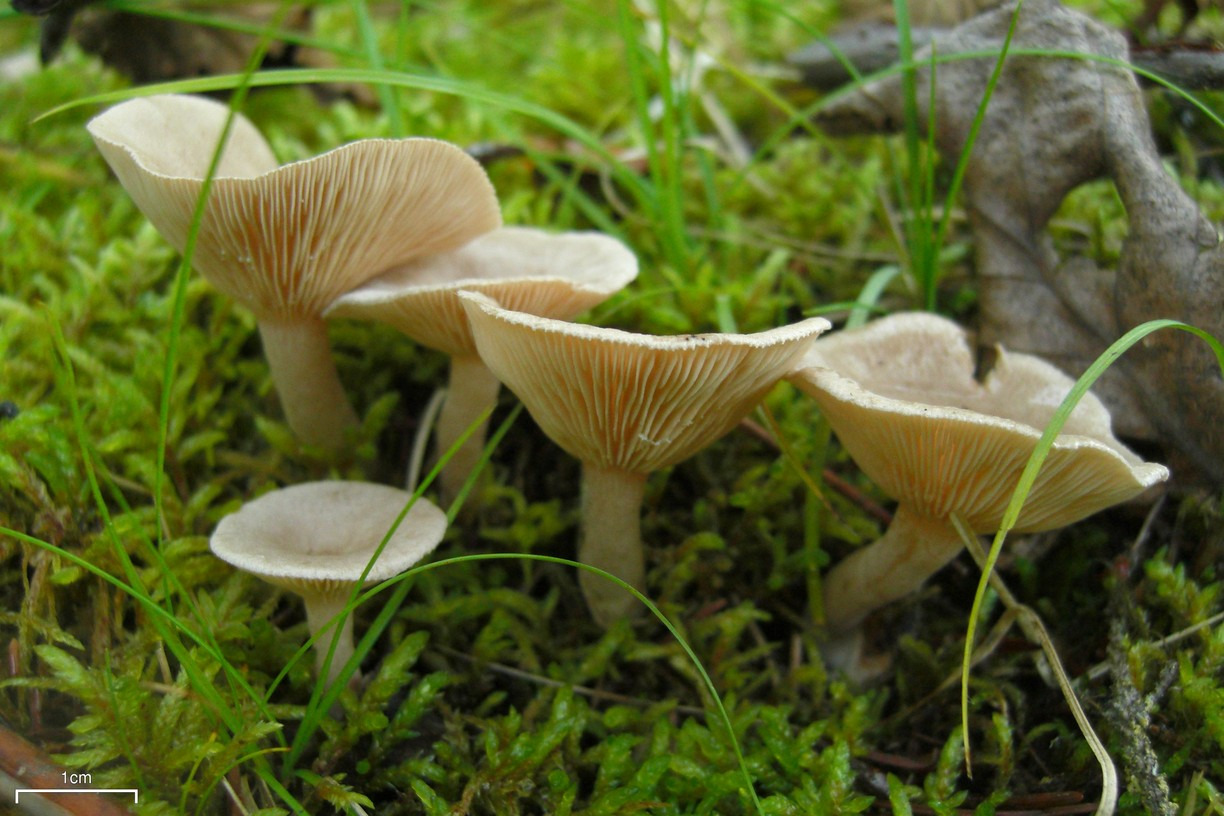
Lactarius glyciosmus
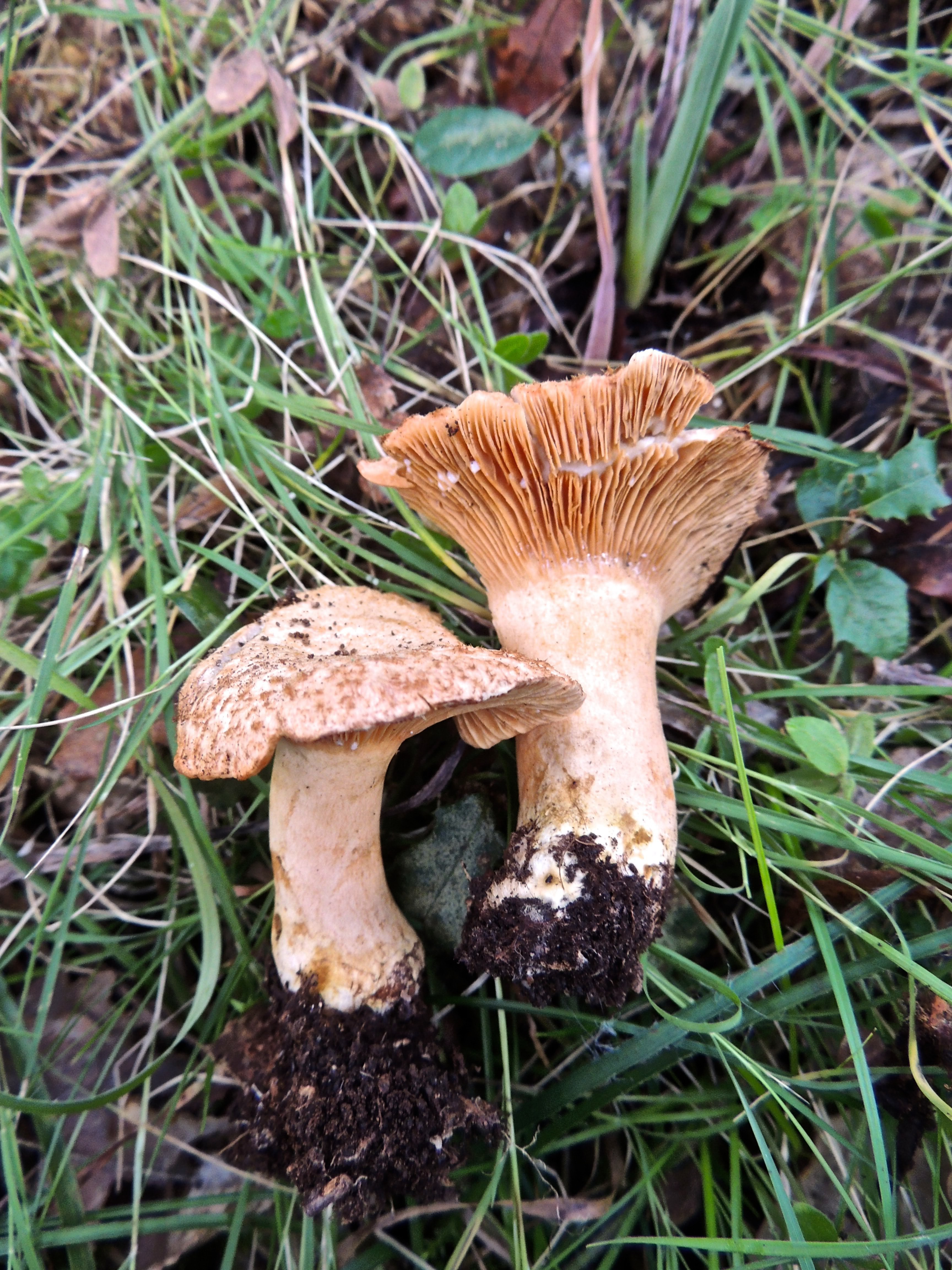
!!Lactarius mairei!!

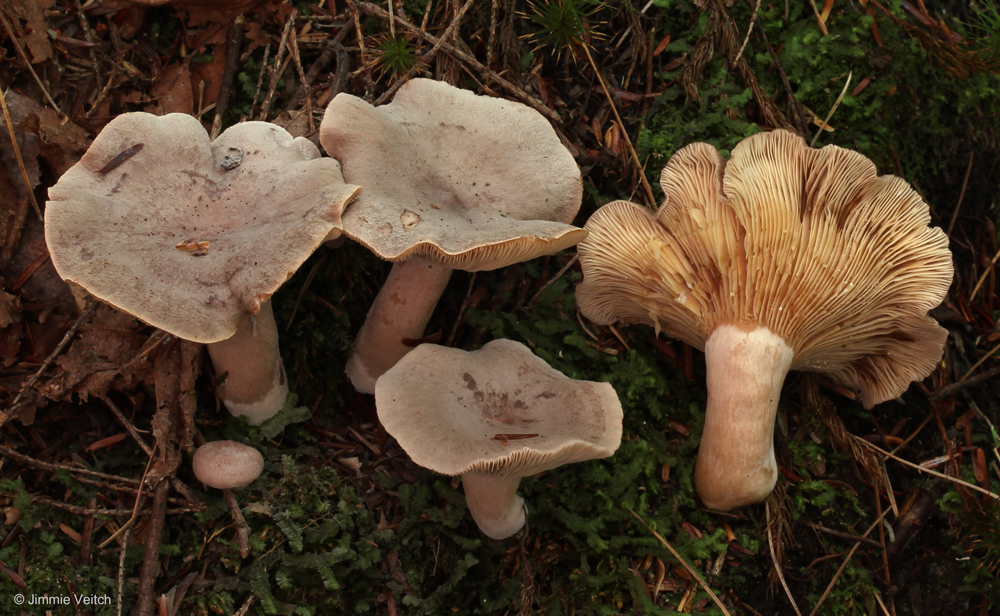
!Lactarius mammosus!
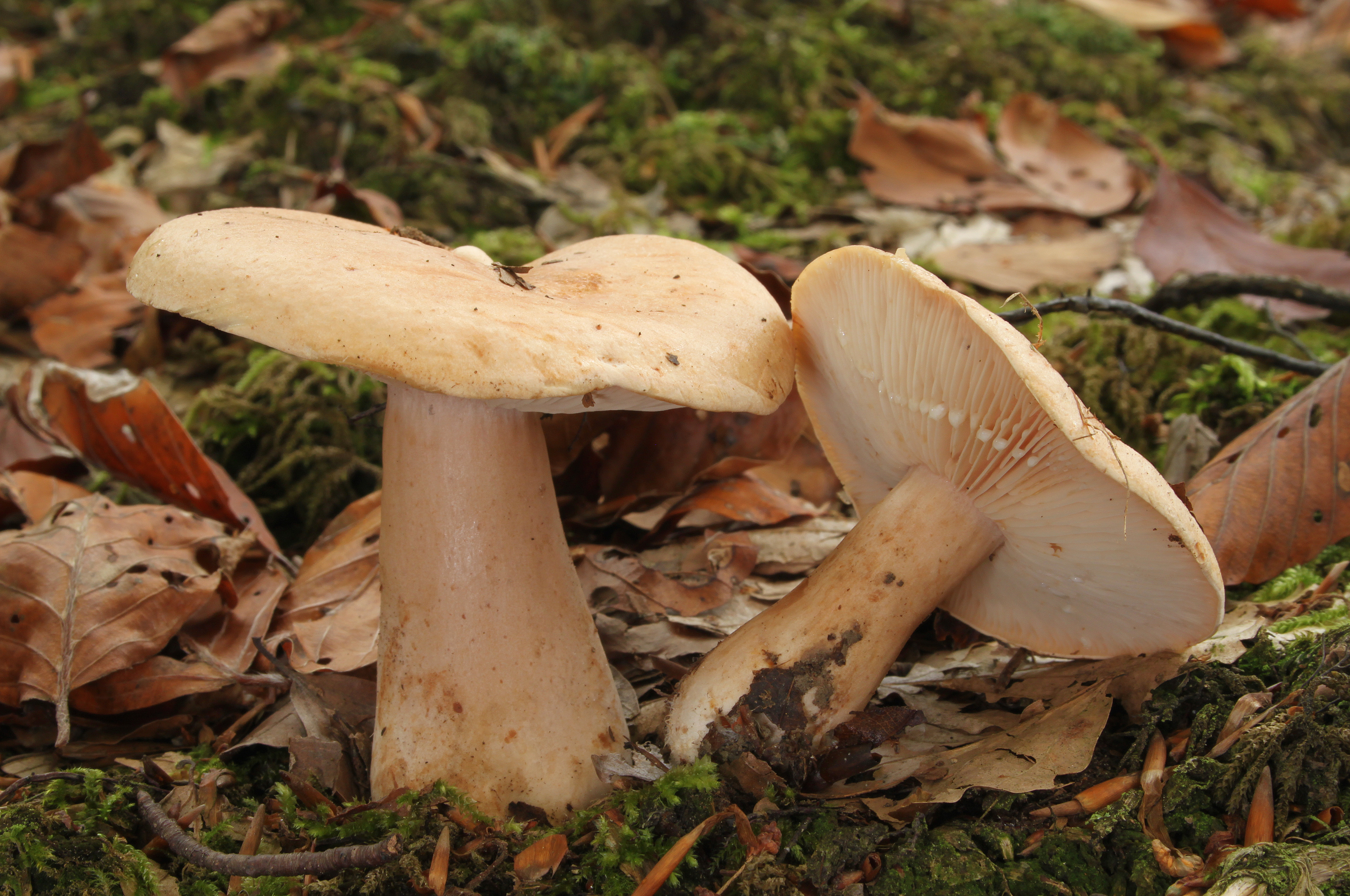
!!Lactarius pallidus!!
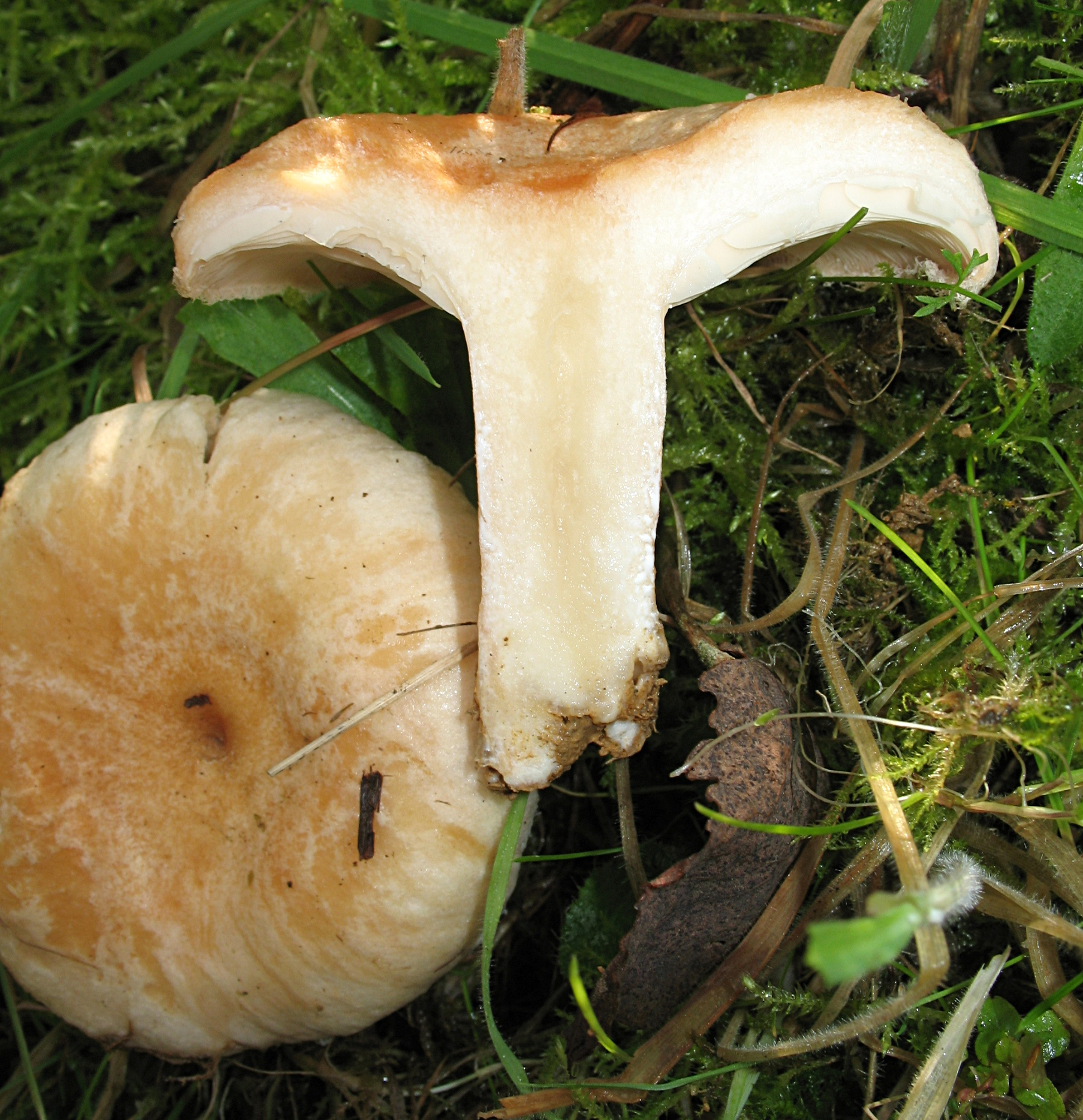
!!Lactarius pubescens!!
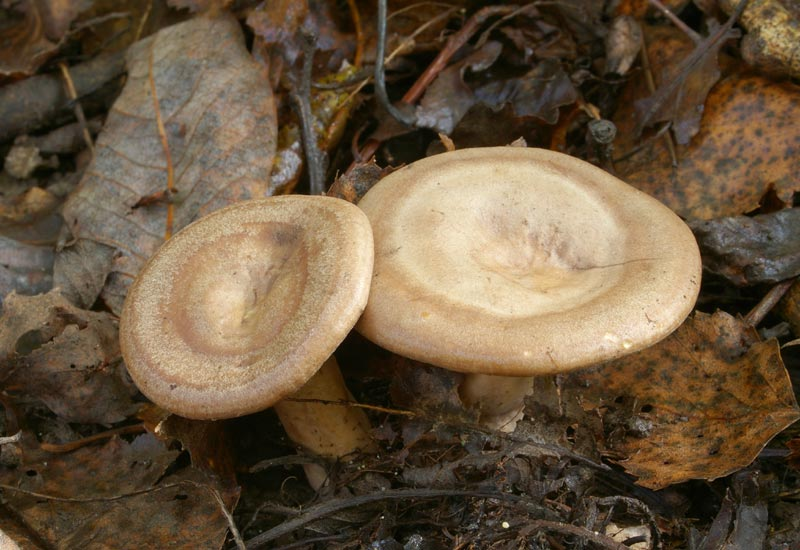
!Lactarius pyrogalus!
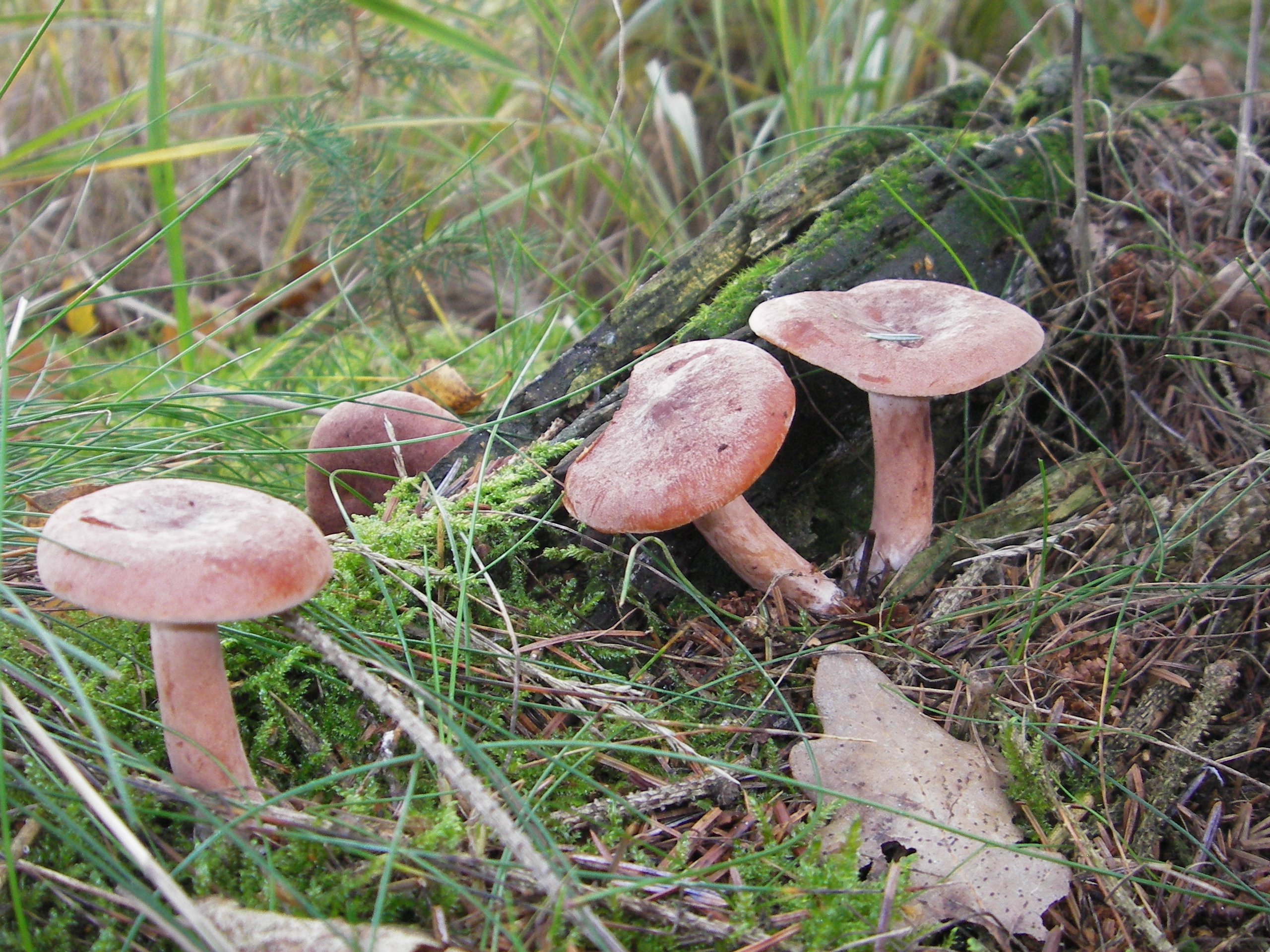
!Lactarius rufus!
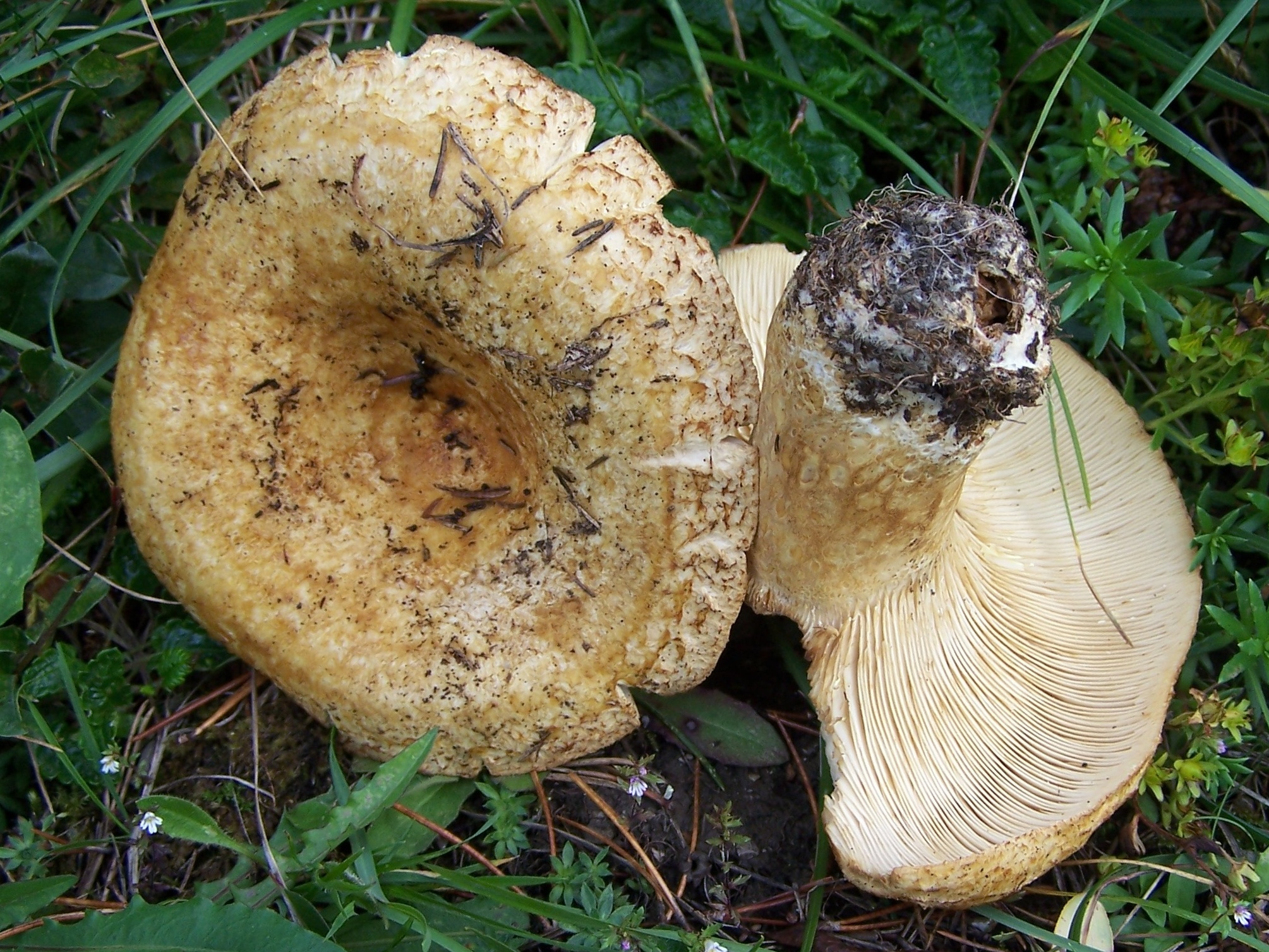
!!Lactarius scrobiculatus!!
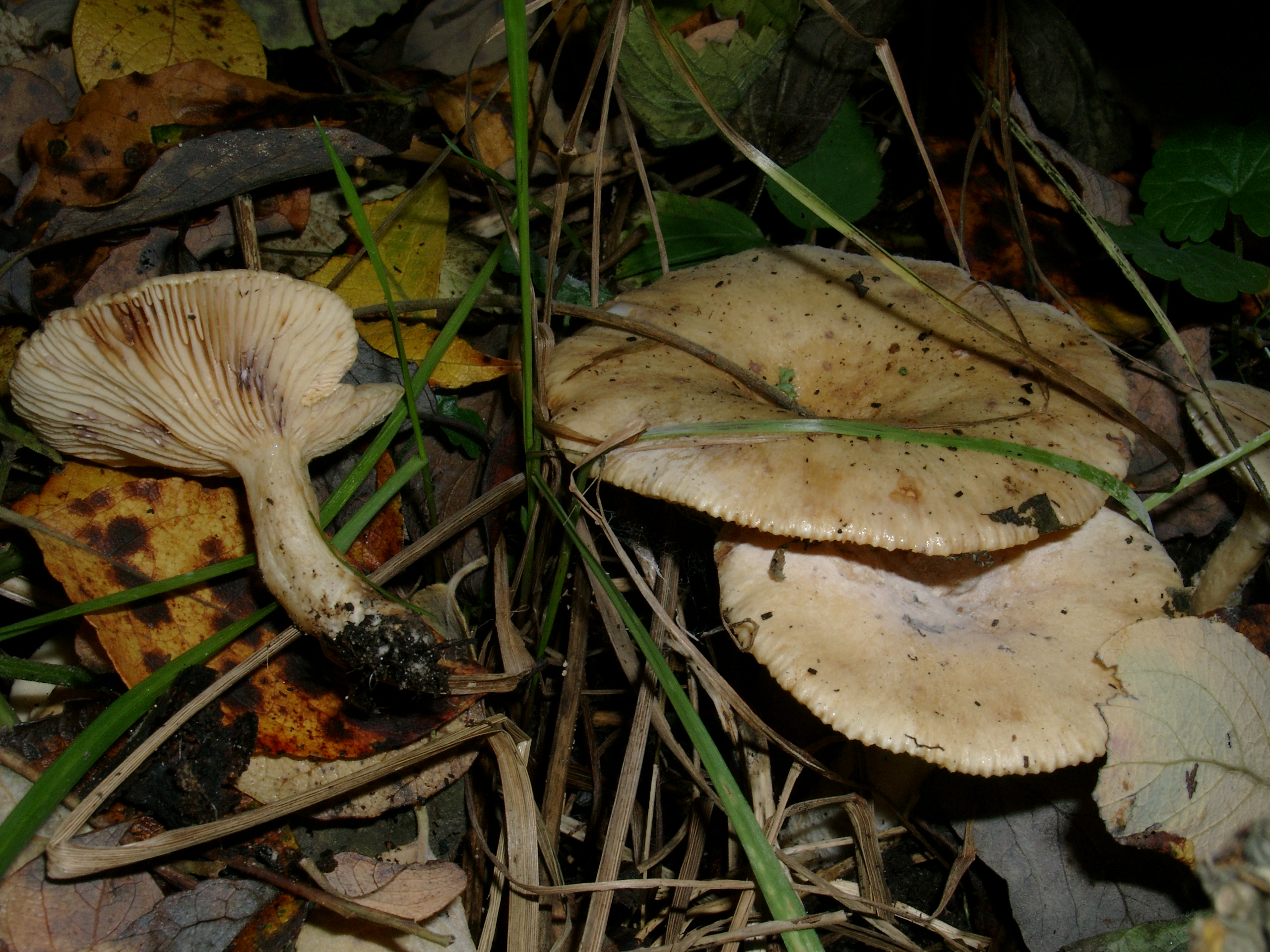
!Lactarius uvidus!
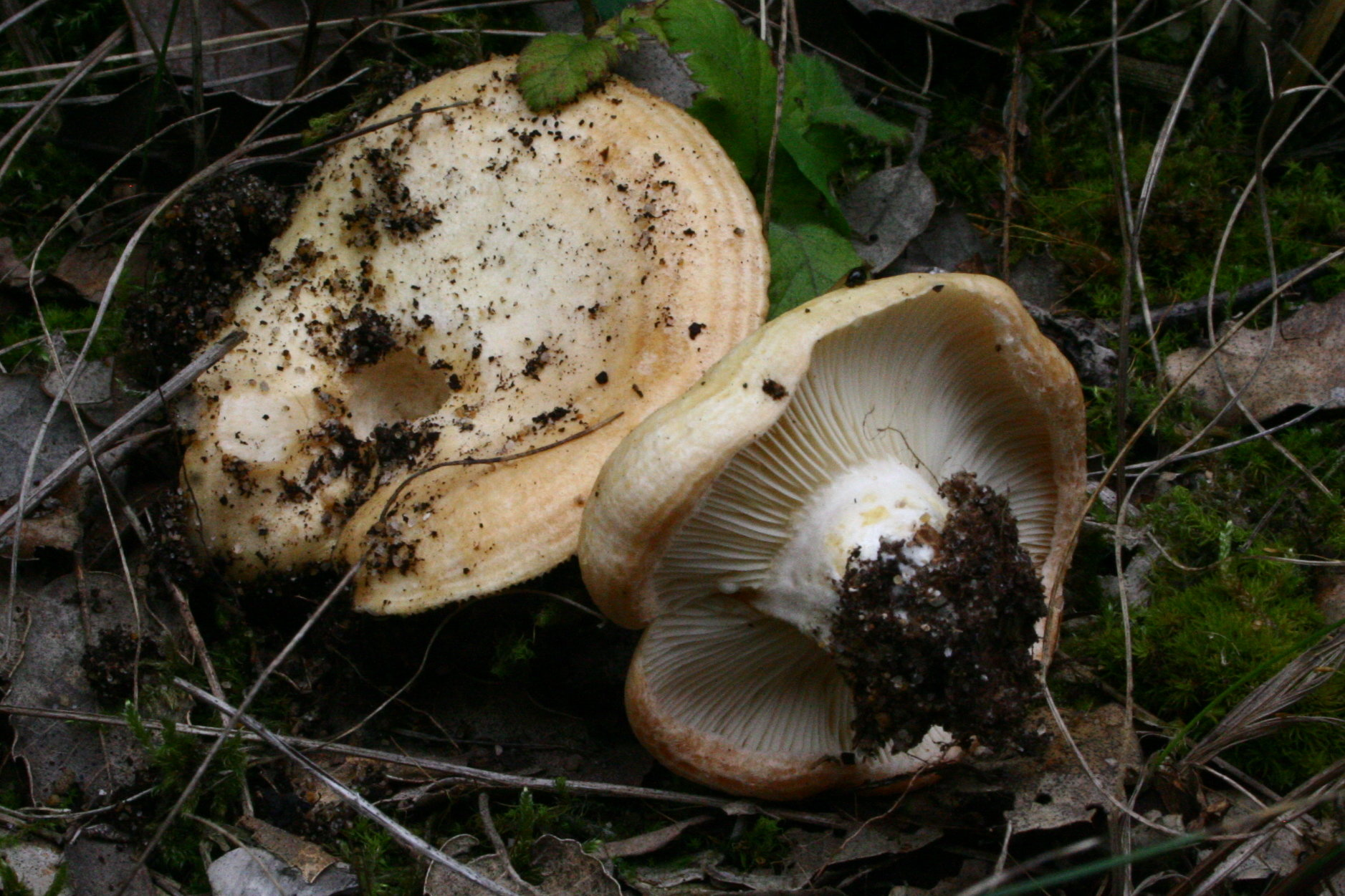
!Lactarius zonarius!

## Valorificare
Lăptuca veștedă este din cauza gustului ei iute în mod normal necomestibilă. În plus, ciuperca conține izoprenoide, ce înseamnă, că un consum de mai multe exemplare ale acestei ciuperci pot genera tulburări digestive destul de violente.
Buretele însă s-ar putea însiloza în mod scandinavic respectiv rusesc. În aceste țări este vândut chiar și ca conservă.